# Jennifer Rush (album 1984)
Jennifer Rush è un album in studio della cantante statunitense Jennifer Rush, pubblicato nel 1984.

## Tracce
1. Madonna's Eyes
2. 25 Lovers
3. Come Give Me Your Hand
4. Nobody Move
5. Never Gonna Turn Back Again
6. Ring of Ice
7. Into My Dreams
8. I See a Shadow (Not a Fantasy)
9. Surrender
10. The Power of Love